# Pāppinisseri
Pāppinisseri är en ort i Indien.   Den ligger i distriktet Kannur och delstaten Kerala, i den södra delen av landet, 1 900 km söder om huvudstaden New Delhi. Pāppinisseri ligger 13 meter över havet och antalet invånare är 34 025.
Terrängen runt Pāppinisseri är platt. Havet är nära Pāppinisseri åt sydväst. Runt Pāppinisseri är det mycket tätbefolkat, med 1 886 invånare per kvadratkilometer. Närmaste större samhälle är Taliparamba, 9,7 km norr om Pāppinisseri. Omgivningarna runt Pāppinisseri är en mosaik av jordbruksmark och naturlig växtlighet.